# 게오르기 테르테르 1세
게오르기 테르테르 1세(불가리아어: Георги Тертер I)는 1280년에서 1292년까지 불가리아의 차르였다.
게오르기 테르테르 1세의 치세는 13세기 후반 불가리아의 급격한 쇠퇴의 연속으로 대표된다. 비록 게오르기 테르테르 1세는 그의 전임자들과는 다르게 왕위를 10년 이상 지켰지만, 그는 심지어 수도 내에서도 중앙 집권적 권력을 발휘하지 못했다. 이로 인해 국제 정치에 개입하거나 외국 및 몽골의 공격에 대처할 여력도 제한되었다. 게오르기 테르테르의 치세에 불가리아는 비잔티움 제국에게 트라키아 전역을 상실하였고, 1282년에서 1284년 사이에는 마케도니아 지역도 세르비아와 비잔티움에 분할당했다.

## 생애
게오르기 테르테르 1세의 조상은 명확하지 않지만 비잔티움 측의 자료에서는 그를 불가리아인과 쿠만인의 자손으로 말하고 있고, 이를 뒷받침하는 것이 쿠만족 부족 테르테로바(Terteroba)를 일컫는 그의 이름이다. 게오르기 테르테르는 알디미르라는 이름의 남동생이 하나 있었다.
1279년 이바일로의 난 동안 이반 아센 3세가 터르노보에서 황제가 되었고, 그는 게오르기 테르테르와의 동맹을 통해 그의 입지를 강화하려 했다. 게오르기 테르테르는 이반 아센 3세의 여동생 키라 마리아와 결혼하면서 그의 본처인 마리아와 이혼하였고, 마리아와 그녀 사이에서의 아들 토도르 스베토슬라프는 비잔티움 제국에 인질로 보내졌다. 그리하여 게오르기 테르테르는 데스포트가 되었다.
이바일로의 계속된 승리에 겁먹은 이반 아센 3세는 1280년 터르노보를 떠나 비잔티움 제국으로 도망쳤고, 게오르기 테르테르는 황제가 되었다. 이바일로의 위협 속에서 게오르기 테르테르는 시칠리아의 카를로 1세, 세르비아의 스테판 드라구틴, 그리고 비잔티움 제국의 미카일 8세에 대항하여 테살리아와 동맹을 맺었다. 이바일로는 패배한 뒤 살해당하였지만 이 동맹은 1282년 카를로 1세가 시칠리아 만종 사건 사태로 이탈하고 불가리아가 킵차크 칸국의 노가이 칸에게 약탈당하면서 실패하였다. 세르비아와의 동맹 유지를 위해 1284년 게오르기 테르테르는 세르비아 왕 스테판 우로시 2세 밀루틴과 자신의 딸 안나를 결혼시켰다.

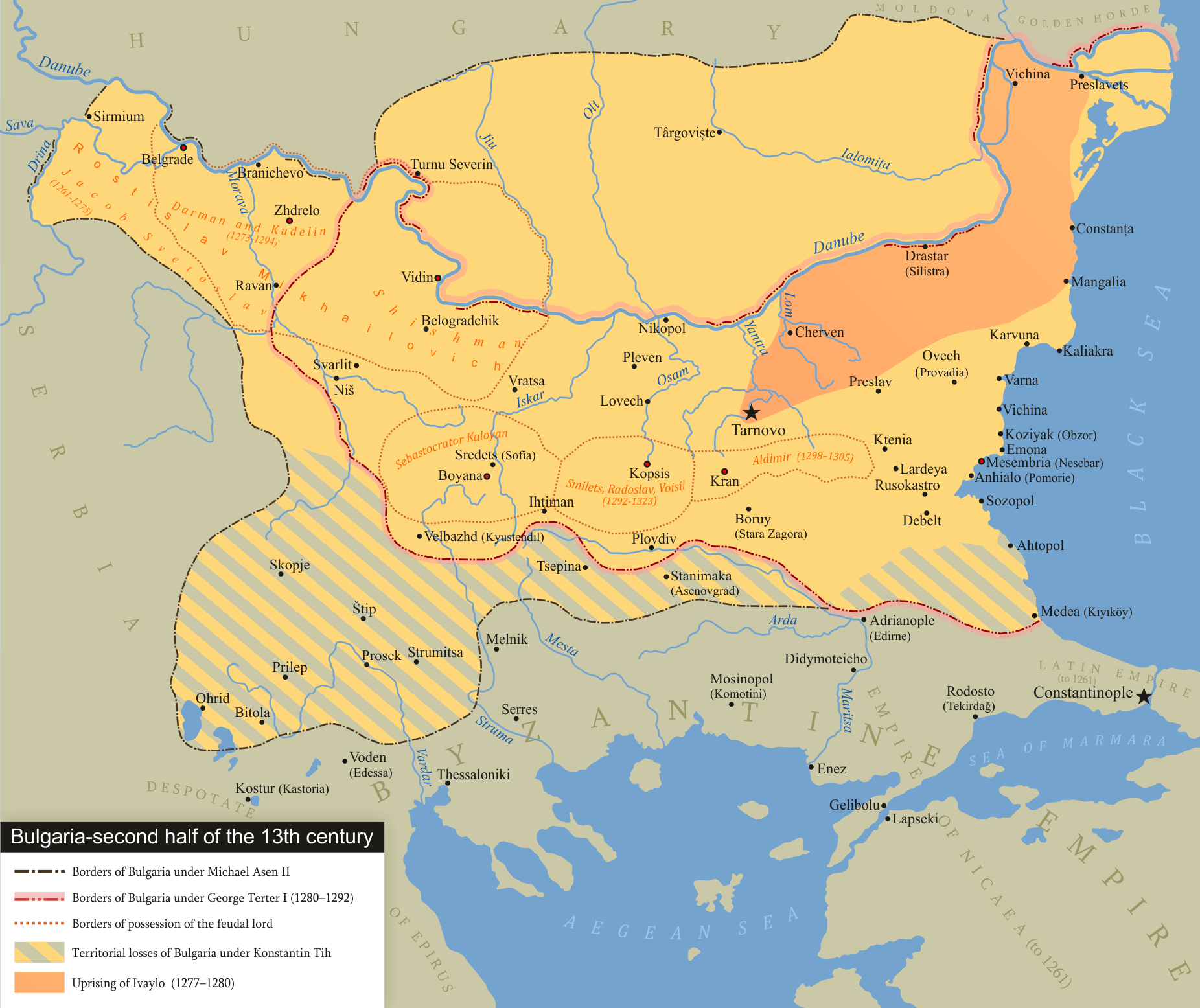
13세기 후반의 불가리아.

1282년 비잔티움 제국의 미카일 8세가 사망하면서 게오르기 테르테르는 비잔티움과 다시 협상하여 그의 첫번째 부인 마리아의 교환을 교섭하였다. 조약이 체결되어 키라 마리아는 다시 비잔티움으로 보내졌고 마리아는 다시 불가리아로 돌아왔다. 토도르 스베토슬라프는 그의 아버지와 공동 황제가 되었으나, 1285년 몽골이 또 다시 침입해오자 게오르기 테르테르는 그의 다른 딸 엘레나를 노가이의 아들 차카와 결혼시키면서 토도르 스베토슬라프를 인질로 보냈다.
1292년 스레드나고라산맥 일대의 영주 스밀레츠에 의해 게오르기 테르테르는 제위에서 쫓겨나 비잔티움 제국으로 망명하였다. 안드로니코스 2세는 첫번째는 몽골과의 관계를 우려하여 거절하였고, 게오르기 테르테르는 아드리아노폴리스 부근에 머물렀다. 그는 결국 아나톨리아로 보내졌다. 1301년 그의 아들 스베토슬라프는 불가리아의 황제로 즉위한 후 비잔티움 제국군과 싸워 이겼고, 그가 사로잡은 13명의 고위 관료들과 그의 아버지를 교환하였다. 게오르기 테르테르는 불가리아에 돌아와 사치스러운 생활을 보냈다. 이바노보 근교의 바위 교회의 비문에서는 1308년 혹은 1309년 "황제 게오르기"가 사망하였다고 간결하게 언급되어 있다.

## 가족
게오르기 테르테르는 두차례 결혼하였다. 첫번째 아내 마리아와 사이의 알려진 자식들은 다음과 같다.
1. 토도르 스베토슬라프, 1300년 ~ 1322년 불가리아 황제.
2. 엘레나, 1299년 ~ 1300년 불가리아 황제였던 차카와 결혼.

두번째 아내인 이반 아센 3세의 누이 키라 마리아와의 자식은 다음과 같다.
1. 안나, 세르비아의 스테판 우로시 2세 밀루틴과 결혼하였다 이혼하고 미카일 데메트리오스 두카스와 결혼.

## 참고 문헌
- John V.A. Fine, Jr., The Late Medieval Balkans, Ann Arbor, 1987.

| 전임 이반 아센 3세 | 제2차 불가리아 제국의 차르 1280년 ~ 1292년 | 후임 스밀레츠 |